# Ortenberg (Baden-Württemberg)
Ortenberg è un comune tedesco di 3 457 abitanti, situato nel land del Baden-Württemberg.